# Барабанний магазин

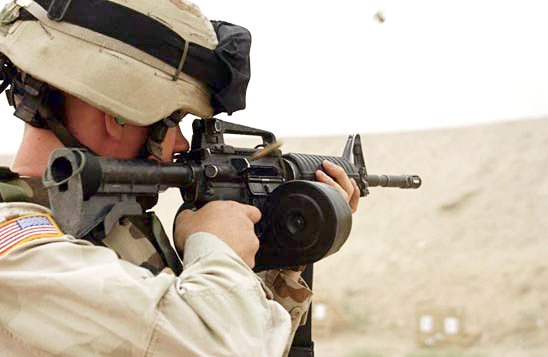
Приклад подвійного магазина Beta C-Mag для M4A1 Carbine

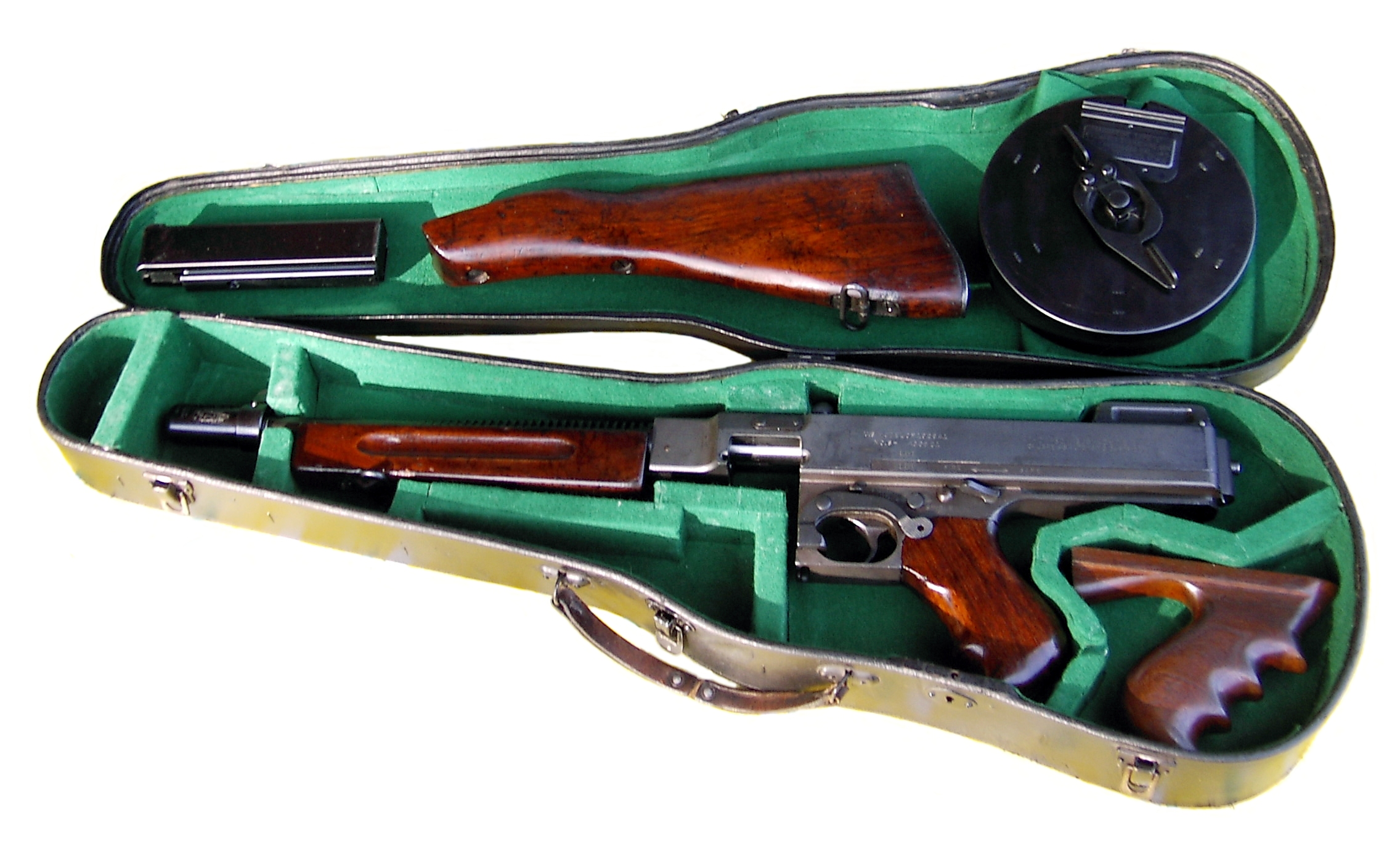
Thompson у футлярі для скрипки, з 20-зарядним коробчастим та 50-зарядним барабанним магазином

Барабанний магазин є різновидом магазинів для вогнепальної зброї циліндричної форми, схожий на барабан. Замість рядного розташування набоїв як у коробчастому магазині, тут набої зберігаються спірально, навколо центру магазина, носиками куль у напрямі ствола.

## Ручна зброя

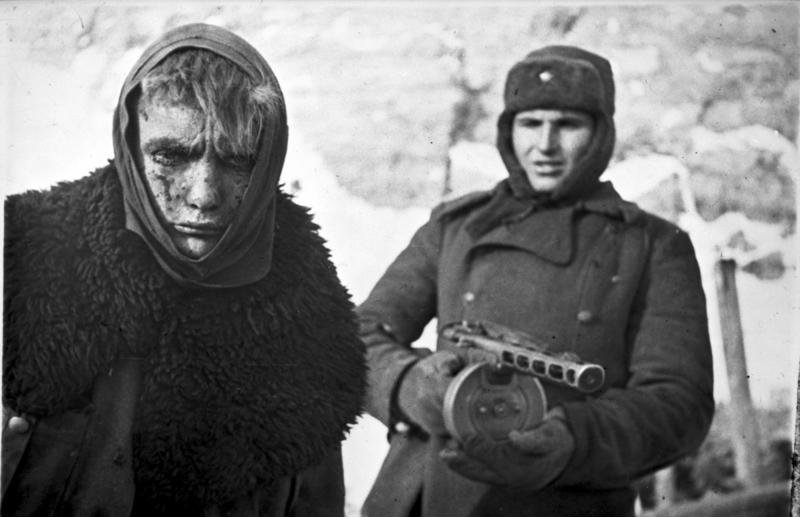
Солдат Червоної армії з барабанним ППШ-41 супроводжує полоненого німця після битви за Сталінград, 1943.

Є декілька конструкцій барабанних магазинів. Найпоширеніший — циліндричний, шнекового типу з пазами для двох або трьох набоїв і заряджається позаду, зазвичай використовується у АК-47. Іншою конструкцію є здвоєні дворожкові барабани, які мають принцип як звичайні магазини, але подача набоїв ведеться через два окремих лотки. Боєприпаси із закраїною, в тому числі боєприпаси для дробовиків, знаходяться у барабані з зубчастою подачею, який подає набої по одному з дальнього краю барабану. Нещодавно випущено однорядний компактний барабан, у якому зайнято майже весь простір. Він приводиться в дію однією втулкою та телескопічним валом.
Перевагою барабанних магазинів є те, що в ним можна переносити вдвічі-втричі більше набоїв ніж у коробчастому, наприклад у пістолеті-кулеметі ППШ-41 магазин містив 71 набій, при цьому вага не сильно змінювалася. Барабанні магазини які заряджаються ззаду, наприклад 75-зарядний магазин китайської компанії Norinco для автоматів Калашникова, можуть зберігатися зарядженими довгий час без послаблення пружини. Пружину заводять перед початком стрільби зі зброї.
Недоліком барабанних магазинів полягає у тому, що вони збільшують вагу зброї. До того ж вони більше схильні до заклинювання через складний механізм. Деякі барабани можуть гриміти після заряджання, чим видають позицію стрільця.
Найзнаменитішим екземпляром барабанного магазина на Заході є ПК Томпсона, який мав барабанний магазин на 50 та 100 набоїв. Також він мав коробчасті магазини на 20 та 30, які демонстрували різницю у вазі між коробчастим та барабанним магазинами.
Останнім часом все більше у виток входять подвійні барабани. Якщо у звичайному магазині набої знаходяться у шаховому порядку, у «здвоєних» набої знаходяться в один ряд, а барабани розташовані з обох боків від зброї. Далі за допомогою спеціального лотку набої поєднуються у один ряд і надходять так у приймач. Прикладом може бути кулемет MG 15 часів Другої Світової або сучасний магазин Beta C-Mag. У таких системах зберігається навіть більше набоїв ніж у звичайних барабанах і при цьому відбувається розподіл ваги.
Найкомпактнішою конструкцією став спіральний магазин, випущений на початку 1990-х. Зазвичай його використовують для набоїв без закраїни, наприклад, під набій .308 калібру для гвинтівок M14/M1A1, SR-25, FN FAL та HK 91.

## Важка зброя

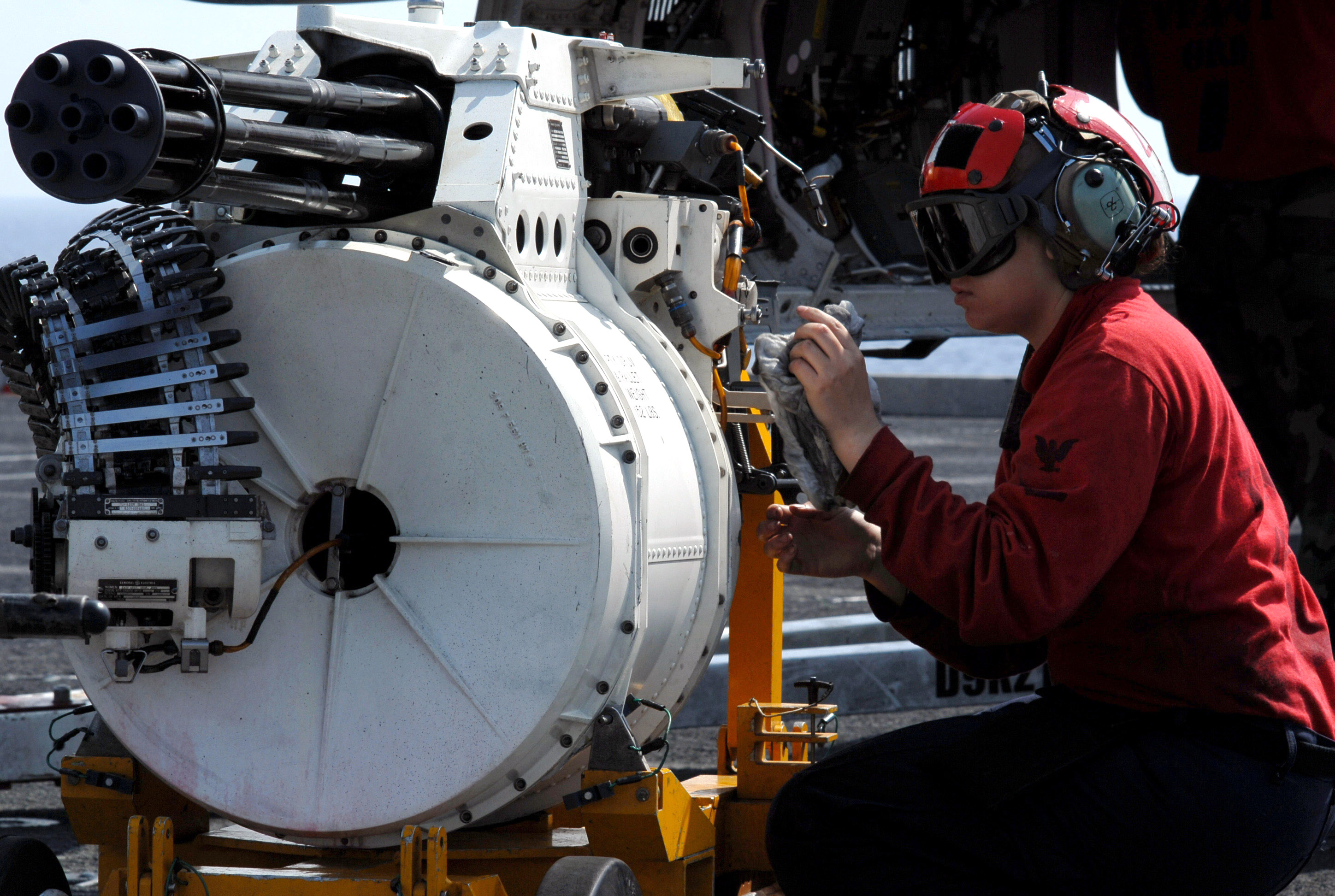
Роторна гармата M61A1 20 мм, барабан розташовано під стволом.

Магазини для авіаційних гармат M61 Vulcan та GAU-8 Avenger схожі на магазини для ручної зброї, але мають інший принцип дії. Набої зберігаються кулями вперед, ряди розділені стінками, а подача відбувається за допомогою шнекового механізму з зовнішнім живленням. Це робить їх роботу дуже надійною, навіть при темпі стрільби у декілька тисяч пострілів за хвилину.